# Akademy
O Akademy (conhecido antes de 2008 como aKademy) é uma conferência anual de desenvolvedores e contribuidores do KDE. Até o momento, todas as edições do Akademy ocorreram em países europeus.

## Edições

### Realizadas
- 2003 Nove Hrady, República Tcheca[1]
- 2004 Ludwigsburg, Alemanha[2]
- 2005 Málaga, Espanha[3]
- 2006 Dublin, Irlanda[4]
- 2007 Glasgow, Escócia[5]
- 2008 Sint-Katelijne-Waver, Bélgica[6]
- 2009 Ilhas Canárias, Espanha (Desktop Summit junto com GUADEC) [7]
- 2010 Tampere, Finlândia[8]
- 2011 Berlim, Alemanha (Desktop Summit junto com GUADEC) [9]

### Em preparação
- 2012 Tallin, Estônia[10]

## Akademy + GUADEC = Desktop Summit
A edição de 2009 ocorreu junto com o GUADEC, a principal conferência dos desenvolvedores e contribuidores do Gnome. Esta conferência unificada entre os entusiastas dos dois principais ambientes desktop do linux foi batizada de Desktop Summit e teve importância fundamental na união de esforços entre desenvolvedores dos dois projetos para avançar a interoperalidade entre os softwares desenvolvidos de forma independente por cada grupo.
A edição de 2011 também foi programada para repetir a parceria com o GUADEC em um novo Desktop Summit.

## Outras conferências
Apesar do Akademy ser um evento tipicamente eurocêntrico, existem outras conferências da comunidade KDE que ocorrem em outras partes do mundo, como o Camp KDE, que ocorre anualmente nos Estados Unidos, e o Akademy-BR, versão brasileira do Akademy.